# Шарий, Иван Григорьевич (легкоатлет)
Иван Григорьевич Шарий (укр. Іван Григорович Шарий; 1949—2016) — советский и украинский тренер по лёгкой атлетике, Заслуженный тренер Украины.

## Биография
Родился 10 апреля 1949 года в селе Семёновка Полтавской области Украинской ССР.
Окончил Киевский институт физической культуры.
За время своей многолетней карьеры побывал в качестве тренера на четырёх Олимпиадах, воспитал нескольких чемпионов мира и Европы, а также призёров Олимпиад. Среди его воспитанников более 20 мастеров спорта и четыре мастера спорта Украины международного класса; в их числе:
- Василий Вирастюк — заслуженный мастер спорта, чемпион мира в силовом многоборье;
- Инна Оробец — заслуженный мастер спорта, призёр чемпионата мира по пауэрлифтингу;
- Роман Вирастюк — мастер спорта Украины международного класса (толкание ядра), победитель молодежного первенства СССР, серебряный призёр Кубка Европы, бронзовый призёр чемпионата Европы, участник XXVI, XXVII, XXVIII летних Олимпийских игр;
- Татьяна Ляхович — мастер спорта Украины международного класса (метание копья), серебряный призёр первенства Европы, участница XXVII, XXVIII, XXIX летних Олимпийских игр;
- Галина Облещук — мастер спорта Украины международного класса (толкание ядра), серебряный призёр чемпионата Европы, участница XXXI летних Олимпийских игр.

Был первым тренером Любови Григурко.
Умер в Ивано-Франковске 21 августа 2016 года.
Награждён украинским орденом «За Заслуги» III степени. В 2001 году назван «человеком десятилетия в спорте Ивано-Франковска». Заслуженный работник физической культуры и спорта Украины, отличник просвещения Украины.